# اورتون لوییز
اورتون لوییز گیمارائس بیلر (پرتغالی: Everton Luiz Guimarães Bilher؛ زادهٔ ۲۴ مهٔ ۱۹۸۸) که عموماً با نام اورتون لوییز شناخته می‌شود، بازیکن فوتبال اهل برزیل است.
از باشگاه‌هایی که در آن بازی کرده‌است می‌توان به پالمیراس، کریسیوما، لوگانو، سنت گالن، پارتیزان، اسپال و رئال سالت لیک اشاره کرد.